# 2012-es chicagói NATO-csúcstalálkozó

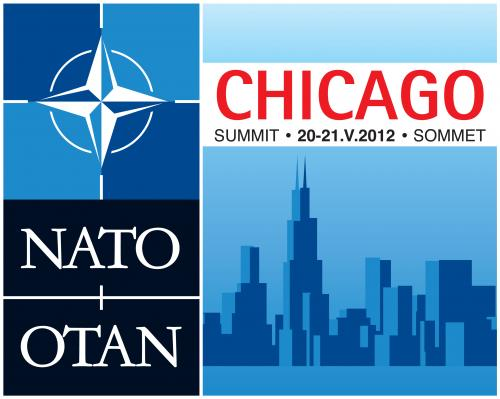
A 2012-es chicagói NATO-csúcstalálkozó logója

A 2012-es chicagói NATO-csúcstalálkozó a NATO tagországainak kormány- és államfőinek részvételével lezajlott tanácskozás, melyre 2012. május 20–21. között került sor, Chicagóban. Ez volt az első olyan Egyesült Államokban tartott csúcstalálkozó, melyet nem az ország fővárosában, Washingtonban rendeztek meg.

## Napirend
A chicagói csúcstalálkozó, az előző 2010-es lisszaboni NATO-csúcstalálkozó óta lezajlott eseményekre próbált választ adni. Ezek közül a legfontosabbak az arab tavasz, a líbiai polgárháború, a globális pénzügyi válság, a NATO egységek afganisztáni átalakítása, és az európai rakétapajzs voltak.

## Főbb témák és eredmények

### Afganisztáni háború
A tagországok vezetői kidolgoztak egy kivonulási stratégiát, valamint bejelentették, hogy hosszú távon elkötelezettek Afganisztán helyreállítása mellett. A NATO által vezetett ISAF erők 2012 közepéig minden katonai missziót átadnak az afgán biztonsági erőknek, valamint ezzel párhuzamosan tanácsadásra, kiképzésre és segítségnyújtásra állnak át. A 130 ezer külföldi katona nagy része 2015 elejéig elhagyja az országot. Mivel az afgán kormány még évekig nem lesz képes előteremteni a védelmi kiadásokat, az amerikai kormány 2,3 milliárd, a többi szövetséges pedig 1,3 milliárd dollár befizetéséhez járult hozzá.

### Okos Védelem
Az egyre csökkenő védelmi kiadások miatt, a NATO vezetői elfogadták az un. "Okos Védelem" stratégiáját. Az elfogadott 20 projekt keretén belül a tagországok megegyeztek, hogy megosztják fegyvereik és felszereléseik költségeit. Ilyen projekt például egy távirányítású robot kifejlesztése, mely képes hatástalanítani a házi készítésű bombákat, a lőszerek és az üzemanyag közös használata, valamint a tengerek és a légtér közös légifelügyelete.

### Rakétavédelem
A 2010-es lisszaboni NATO-csúcstalálkozó során a tagállamok megállapodtak egy rakétavédelmi rendszer létrehozásában, mely képes az összes európai szövetséges, valamint az Egyesült Államok és Kanada megvédésére is. Chicagóban a NATO vezetők kijelentették, hogy a rendszer ideiglenesen már működik. Ez azt jelenti, hogy az alapvető irányítási képességeket tesztelték a NATO légiirányító központjában, Németországban. Ezzel összefüggésben az Egyesült Államok hajóinak rakétaelhárító fegyverei, valamint törökországi radarrendszerek kerültek NATO irányítás alá.
„Rendszerünk összekapcsolja a rakétavédelem részelemeit – műholdakat, hajókat, radarokat és elfogórakétákat – a szövetségesek között, és NATO irányítás alá helyezi, így meg tud védeni minket az olyan fenyegetésektől, melyek kívül esnek az euroatlanti területen”, mondta el Anders Fogh Rasmussen, NATO főtitkára.

## Fordítás
Ez a szócikk részben vagy egészben  a(z)   2012 Chicago Summit című angol Wikipédia-szócikk ezen változatának fordításán alapul.  Az eredeti cikk szerkesztőit annak laptörténete sorolja fel. Ez a jelzés csupán a megfogalmazás eredetét és a szerzői jogokat jelzi, nem szolgál a cikkben szereplő információk forrásmegjelöléseként.